# Bụi đời chợ quê
Bụi đời chợ quê là một bộ phim chiếu mạng được thực hiện bởi Công ty cổ phần giải trí và truyền thông Tỏa Sáng, do Ngụy Minh Khang làm đạo diễn. Phim phát sóng bắt đầu từ ngày 15 tháng 7 năm 2022 và kết thúc vào ngày 19 tháng 8 năm 2022 trên kênh YouTube Shine TV.

## Nội dung
Bụi đời chợ quê là câu chuyện xoay quanh hành trình tìm lại trí nhớ của Xì Dách, người từng là một Thái tử xã hội đen khét tiếng nhưng bị trôi dạt về vùng quê sau cuộc phản bội của đám đàn em. Tại đây, Xì Dách lại vô tình bị cuốn vào trận chiến tranh giành địa bàn của bốn phe phái bụi đời ở chợ quê: Heo Nọc, Cá Tra, Gà Lôi, Chủ Tịch. Xì Dách phải cùng người anh em cũng là ân nhân đã cưu mang mình là Cà Khum tham gia Sơn Đông Mãi Võ để học hòng đối phó với bọn bụi đời này. Trên chiếc ghe nhỏ của sư phụ Hai Ghe, Xì Dách không chỉ được học những chiêu thức võ công tưởng chừng đã thất truyền của phái Sơn Đông, mà còn được sư phụ dạy cho những bài học làm người sau những trận đánh mãn nhãn với các phe phái bụi đời trong xóm. Xì Dách cũng dần nhận ra những tên bụi đời ở xóm chợ quê đó tuy tính tình cộc cằn nhưng bản chất thật thà và rất trọng nghĩa khí và tình cảm anh em. Bên cạnh những tình huống hài hước, Bụi đời chợ quê còn là câu chuyện tình yêu lãng mạn giữa Xì Dách và Triệu Mẫn - sư muội đồng môn siêu giỏi võ nhưng nghiện phim kiếm hiệp. Thế nhưng, tình cảm của hai người bị ngăn cản bởi sư phụ Hai Ghe vì ông luôn cấm con gái mình yêu trai trong xóm, và sự chen chân của Mỹ Nhân luôn muốn chiếm đoạt Xì Dách cho riêng mình. Sau tất cả những gia vị đắng cay mặn ngọt ở một vùng quê, liệu Xì Dách có lấy lại được trí nhớ của mình hay lại lao vào một cuộc chiến khốc liệt hơn, khi tên phản bội nhận ra Xì Dách vẫn còn tồn tại?!

## Diễn viên
- Hứa Minh Đạt trong vai Cà Khum[4]
- Nguyễn Quốc Trường Thịnh trong vai Xì Dách
- Ái Vân trong vai Triệu Mẫn
- Thạch Kim Long trong vai Hai Ghe
- Nguyễn Huỳnh Nhu (Y Nhu) trong vai Gà Lôi
- Tuấn Voi trong vai Heo Nọc
- Mộc Giàu trong vai Mỹ Nhân
- Khắc Báo trong vai Duy Sẩm
- Đại Bảo Bảo trong vai Cá Tra
- Trần Thế Nhân (Ba Tây) trong vai Heo Lông
- Đức SVM trong vai Đức Chủ Tịch

## Ca khúc trong phim
| STT | Nhan đề         | Sáng tác     | Trình bày         | Thời lượng |
| --- | --------------- | ------------ | ----------------- | ---------- |
| 1.  | "Tụi tao"       | Đạt Max      | Đạt Max           |            |
| 2.  | "Cô gái xì tin" | Cao Minh Thu | Nam Anh, Khả Luân |            |

## Giải thưởng
| Năm  | Giải thưởng                    | Hạng mục                                                          | (Người) đề cử            | Kết quả   | Tham khảo     |
| ---- | ------------------------------ | ----------------------------------------------------------------- | ------------------------ | --------- | ------------- |
| 2022 | Giải thưởng Ngôi Sao Xanh      | Phim Web Drama được yêu thích nhất                                | —                        | Đoạt giải | [ 5 ] [ 6 ]   |
| 2022 | Giải thưởng Ngôi Sao Xanh      | Nam diễn viên xuất sắc nhất hạng mục Web Drama                    | Nguyễn Quốc Trường Thịnh | Đoạt giải | [ 7 ] [ 8 ]   |
| 2022 | Giải thưởng Ngôi Sao Xanh      | Nam diễn viên xuất sắc nhất hạng mục Web Drama                    | Hứa Minh Đạt             | Đề cử     | [ 9 ]         |
| 2022 | Giải thưởng Ngôi Sao Xanh      | Nữ diễn viên xuất sắc nhất hạng mục Web Drama                     | Ái Vân                   | Đề cử     | [ 9 ]         |
| 2023 | Giải thưởng Truyền hình Châu Á | Best Actor Digital - Nam diễn viên xuất sắc nhất hạng mục Digital | Nguyễn Quốc Trường Thịnh | Đề cử     | [ 10 ] [ 11 ] |